# オファロン (ミズーリ州)
オファロン（O'Fallon）は、アメリカ合衆国ミズーリ州のセントチャールズ郡にある都市。人口は9万1316人（2020年）。セントルイスの北西45キロメートルに位置している。

## 解説
1856年にドイツ系移民が入植したのが、町の歴史の始まりとされている。地名はセントルイスの実業家・慈善家であるジョン・オファロンから来ている。彼は鉄道を建設し、町の発展に貢献した。1912年には州政府の許可を得て法人化し、オファロン市が誕生した。人口は約600人だった。1980年代に入ると住宅地の造成が盛んになり、人口は爆発的に増加した。
2022年、市場調査会社「SmartAsset」は「アメリカの理想の小都市」いう調査を行い、オファロンを全米第1位に選定した。